# Плюрисубгармоническая функция
Плюрисубгармоническая функция — вещественнозначная функция {\displaystyle u=u({\vec {z}})} , от {\displaystyle n}
комплексных переменных {\displaystyle {\vec {z}}=(z_{1},\;z_{2},\;\ldots ,\;z_{n})} в области {\displaystyle D}
комплексного пространства {\displaystyle \mathbb {C} ^{n}}, {\displaystyle n\geqslant 1}, удовлетворяющая следующим условиям:
1. {\displaystyle u(z)} полунепрерывна сверху всюду в {\displaystyle D};
2. {\displaystyle u(z_{0}+\lambda a)} есть субгармоническая функция переменного {\displaystyle \lambda \in \mathbb {C} } в каждой связной компоненте открытого множества {\displaystyle \{\lambda \in \mathbb {C} \mid z_{0}+\lambda a\in D\}} для любых фиксированных точек {\displaystyle z_{0}\in D}, {\displaystyle a\in \mathbb {C} ^{n}}.

## Примеры
{\displaystyle \ln |f(z)|}, {\displaystyle |f(z)|^{p}} при {\displaystyle p\geqslant 0}, где {\displaystyle f(z)} — голоморфная функция в {\displaystyle D}.

## Связанные определения
Функция {\displaystyle v(z)} называется плюрисупергармонической функцией, если {\displaystyle -v(z)} есть плюрисубгармноническая функция.

## Свойства
Плюрисубгармонические функции являются субгармоническими, но при {\displaystyle n>1} обратное не верно.
Помимо общих свойств субгармонических функций, для плюрисубгармонических функций справедливы следующие:
- {\displaystyle u(z)} есть плюрисубгармоническая функция в области {\displaystyle D} тогда и только тогда, когда {\displaystyle u(z)} — плюрисубгармоническая функция в окрестности каждой точки {\displaystyle z\in D};
- линейная комбинация плюрисубгармонических функций с положительными коэффициентами есть плюрисубгармоническая функция;
- пределы равномерно сходящейся и монотонно убывающей последовательностей плюрисубгармонических функций суть плюрисубгармоническиe;
- для любой точки {\displaystyle z_{0}\in D} среднее значение

{\displaystyle \oint \limits _{S_{r}(z_{0})}u}
по сфере радиуса {\displaystyle r}, есть возрастающая функция по {\displaystyle r}, выпуклая относительно {\displaystyle \ln r} на отрезке {\displaystyle 0<r<R}, если шар {\displaystyle B_{R}(z_{0})} расположен в {\displaystyle D};
- при голоморфных отображениях плюрисубгармоническая функция переходит в плюрисубгармоническую;
- если {\displaystyle u(z)} — непрерывная плюрисубгармоническая функция в области {\displaystyle D}, {\displaystyle E} — замкнутое связное аналитическое подмножество {\displaystyle D} и сужение {\displaystyle u|_{E}} достигает максимума на {\displaystyle E}, то {\displaystyle u(z)=\mathrm {const} } на {\displaystyle E}.